# Anne de Gaulle
Anne de Gaulle (1 gener 1928 – 6 febrer 1948) era la filla més jove de Charles de Gaulle i la seva muller, Yvonne de Gaulle. Va néixer a Trèveris (Alemanya), on el seu pare era estacionat al Rhineland amb l'exèrcit d'ocupació.
Va néixer amb Síndrome de Down i va viure amb la seva família fins a la seva mort. Els familiars de De Gaulle afirmaven que el General, normalment reservat afectivament amb la seva família, era més obert i extravertit amb Anne a qui entretenia amb cançons, balls i pantomimes.

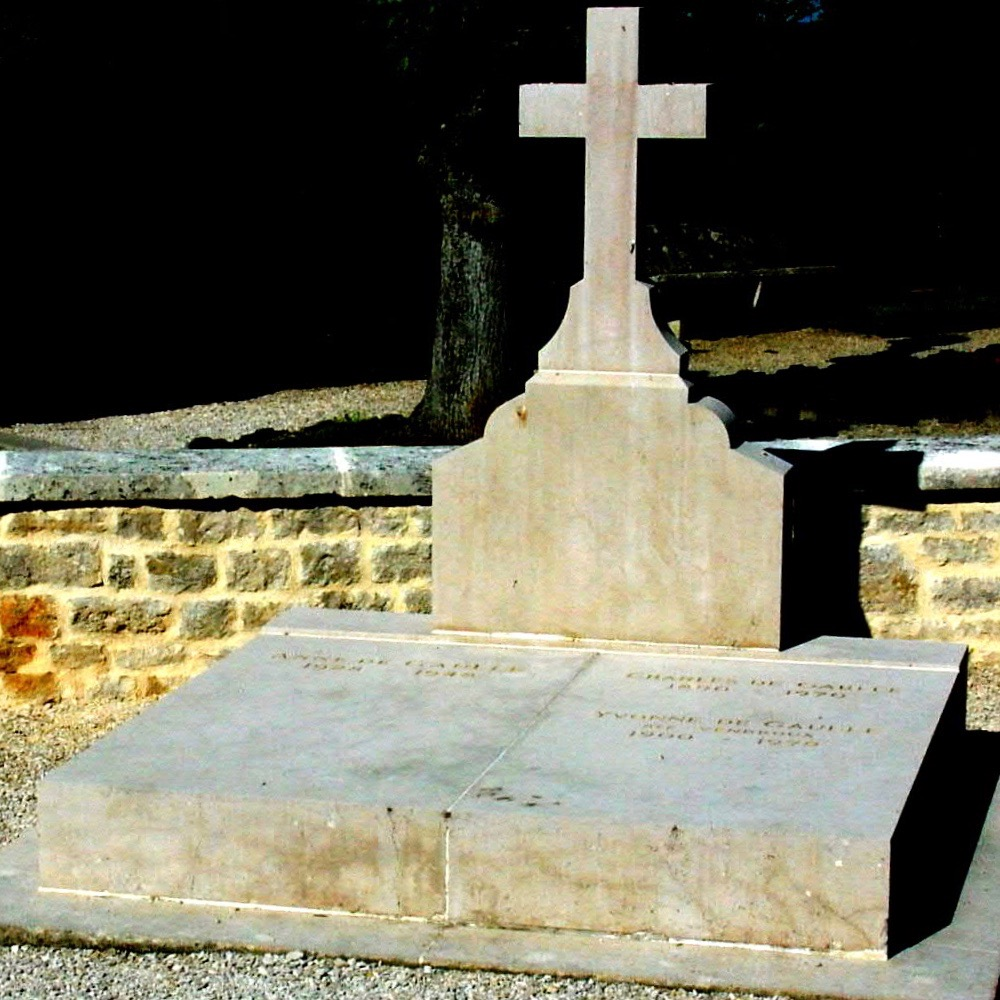
La tomba d'Anne al costat de la dels seus pares

L'octubre 1945, Yvonne de Gaulle va comprar el Château de Vert-Cœur a Milon-la-Chapelle (Yvelines), on van instal·lar un hospital privat per a noies joves minusvàlides: la Fondation Anne de Gaulle.
Anne va morir de pneumònia el 6 de febrer de 1948, als 20 anys, a Colombey-les-Deux-Églises. A la seva mort, el seu pare va dir: "Ara és com els altres" ("Maintenant, elle est comme les autres").
El 22 d'agost de 1962, Charles de Gaulle era la víctima d'un atemptat a Petit-Clamart. Segons De Gaulle, la bala fou aturada pel marc de la fotografia d'Anne que sempre portat a sobre; col·locada aquell dia particular a la safata darrere del seu cotxe. La tomba d'Anne de Gaulle es troba al costat de la dels seus pares al cementiri de Colombey.